# 伊夫林·比阿特丽斯·霍尔
伊夫林·比阿特丽斯·霍尔（英語：Evelyn Beatrice Hall，笔名S·G·Tallentyre，1868年9月28日—1956年4月13日），是一位以写伏尔泰传记而闻名的英国作家。她于1906年完成其伏尔泰传——《伏尔泰的朋友们》。她的“我不同意你的意見，但我誓死捍衛你發言的權利”作为阐释伏尔泰信仰的名言，常被误认为是伏尔泰本人所述。

## 著作
- 《The Money-Spinner and Other Character Notes》（1896）。

- 《沙龙的女人们，以及其他法国人物》（1901）。
- 《伏尔泰的朋友们》（1906）。 ISBN 1-4102-1020-0
- 《伏尔泰的一生》（1907）。 ISBN 1-4102-1346-3
- 《米哈博的一生》（1912）。 ISBN 1-4102-1024-3
- 《书信中的伏尔泰》（翻译作品）（1919）。 ISBN 1-4102-1195-9

## 链接
- （英文）伏尔泰写过，……